# Quận Anson, North Carolina
Quận Anson là một quận nằm ở tiểu bang Bắc Carolina.  Tại thời điểm năm 2000, quận có dân số 25.275 người. Quận lỵ đóng ở Wadesboro6.
Quận được lập năm 1750 từ quận Bladen. Quận đã được đặt tên theo George Anson, Baron Anson.

## Thành phố và Thị trấn
- Ansonville
- Lilesville
- McFarlan
- Morven
- Peachland
- Polkton
- Wadesboro

## Thông tin nhân khẩu
Theo cuộc điều tra dân số2 tiến hành năm 2000, quận này có dân số 25.275 người, 9.204 hộ, và 6.663 gia đình sinh sống trong quận này. Mật độ dân số là 48 người trên mỗi dặm Anh vuông (18/km²). Đã có 10.221 đơn vị nhà ở với một mật độ bình quân là 19 trên mỗi dặm Anh vuông (7/km²).  Cơ cấu chủng tộc của dân cư sinh sống tại quận này gồm 49,53% người da trắng, 48,64% người da đen hoặc người Mỹ gốc Phi, 0,45% người thổ dân châu Mỹ, 0,57% người gốc châu Á, 0,02% người các đảo Thái Bình Dương, 0,32% từ các chủng tộc khác, và 0,46% từ hai hay nhiều chủng tộc.  0,83% dân số là người Hispanic hoặc người Latin thuộc bất cứ chủng tộc nào.
Có 9,204 hộ trong đó có 31,00% có con cái dưới tuổi 18 sống chung với họ, 47,80% là những cặp kết hôn sinh sống với nhau, 19,80% có một chủ hộ là nữ không có chồng sống cùng, và 27,60% là không gia đình. 25,10% trong tất cả các hộ gồm các cá nhân và 11,00% có người sinh sống một mình và có độ tuổi 65 tuổi hay già hơn.  Quy mô trung bình của hộ là 2,59 còn quy mô trung bình của gia đình là 3,09,
Phân bố độ tuổi của cư dân sinh sống trong huyện là 25,20% dưới độ tuổi 18, 8,60% từ 18 đến 24, 29,00% từ 25 đến 44, 22,80% từ 45 đến 64, và 14,40% người có độ tuổi 65 tuổi hay già hơn.  Độ tuổi trung bình là 37 tuổi. Cứ mỗi 100 nữ giới thì có 96,50 nam giới. Cứ mỗi 100 nữ giới có độ tuổi 18 và lớn hơn thì, có 95,80 nam giới.
Thu nhập bình quân của một hộ ở quận này là $29.849, và thu nhập bình quân của một gia đình ở quận này là $35.870, Nam giới có thu nhập bình quân $27.297 so với mức thu nhập $20.537 đối với nữ giới. Thu nhập bình quân đầu người của quận là $14.853, Khoảng 15,50% gia đình và 17,80% dân số sống dưới ngưỡng nghèo, bao gồm 23,90% những người có độ tuổi 18 và 16,70% là những người 65 tuổi hoặc già hơn.

## Quận giáp ranh
- Quận Stanly, Bắc Carolina - Bắc
- Quận Richmond, Bắc Carolina - Đông
- Quận Marlboro, Nam Carolina - Đông Nam
- Quận Chesterfield, Nam Carolina - Nam
- Quận Union, Bắc Carolina - Tây

## Các khu bảo tồn quốc gia
- Pee Dee National Wildlife Refuge (một phần)